# Aliso
Aliso – górskie lasy, występujące na wschodnim skłonie Andów Środkowych, na wysokości od około 1700 do 2700 m n.p.m. Podstawowym gatunkiem jest tu olsza andyjska, inaczej aliso (Alnus jorullensis). Lasy aliso tworzą najwyższe piętro leśne. Powyżej występują formacje krzewiaste.